# 居普良

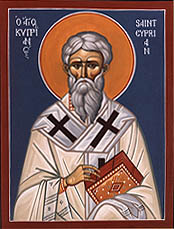
居普良

塔修斯·凱斯利烏斯·居普里亞努斯（拉丁語：Thascius Caecilius Cyprianus，约210年—258年9月14日），英語化後成為西普良（英語：Cyprian），聖公會譯聖西浦廉，又譯西普里安，迦太基教會主教，基督教會殉教聖人，是對基督教教會論影響深遠的教父。他的教會合一觀念是促成拉丁教會統一在羅馬主教（即教宗）之下的重要思想力量。他的名言：「不以（大公）教會為母的，就沒有天主為父」和「在教會之外沒有救恩」，都極力強調大公教會在信仰上的必要性。但他所主張的體制卻又不是天主教的教宗制，而是主教聯盟，就是以各地主教組成的團契為全教會的最高領導中心。

## 生平背景
居普良為特土良的門生，且真是得了老師的真傳，終其一生都居住在迦太基中。由於居氏家境不錯，故可接受較高等的教育，甚至後來還成了修辭學的名師。在信基督教後才二、三年這麼短的時間裏就被推舉為迦太基主教，著實不易。他沒有特氏那樣的才華，但擅於待人接物及送往迎來，且都是出於主耶穌的愛所致，故相當合適牧養眾信徒。。
居普良在西元246年歸信基督，249年起開始擔任迦太基主教，他為迦太基教會中一傑出教父。居普良原為傳統宗教教徒，中年歸主；他是一名博學多聞之士，具極佳的辯才，為當代極為出色的演說者。西元250年，教會再度遭遇逼迫，居普良面臨逃亡的命運（這也是他日後被人指責的原因）；此時一些教會中的極端份子，鼓吹拒絕逃亡的軟弱者重返教會，居普良面臨此一情勢，遂著手處理教會內部秩序和體制等等的問題」。他是最早主張主教教會學說的人；所著的《論教會合一》一書，是研究教會合一歷史的最重要著作。居普良乃尼西亞會議前大公教會的化身，非洲教會第一位殉道的主教，他所活出來的領袖風，在他之後被正統大公教會奉為標準和楷模達一千年之久，至今仍深深地影響著天主教和東正教」。258年逼迫再次臨到，此次他即殉教。
居普良在當時必需去面對教會出現分裂者，在羅馬當局強裂的逼迫下，包含主教中都有背道者，這是教會要去面對，也是每一區的主教所要面對的，主教不是只有信仰純正和教會的治理工作負責，還需捍衛真理，面對逼迫和隨時都有可能為主殉道的準備。信徒的處境為何呢？也是一樣的艱苦。但也有會友在面對逼迫時：「他們不待被捕獲就自招供了，不待審訊就自否認主了」。原因是什麼呢？居普良指出，原因就在於貪財。基督教會正處於內憂外患之中，而當中卻有弟兄姊妹卻貪愛世界，沒有一同去面對這個極困難的環境；在此時就顯出居普良的卓越，他不是在創作、處理艱難深奧的神學問題，乃是在治理教會、處理教會問題、教規、倫理上顯出他的長才來。

## 神學思想——教會觀
居普良的教會觀到奧古斯丁時代之前，一直是西方的主流，他使我們呼吸到完全不同的氣息」。他是第一個倡導教會主教制的人，還將大公教會的主教職權標準化，對於東方和西方的基督教變成高度結構化的屬靈階層組織，具有大力促成的作用」。
居普良最為熱衷的主題之一即為教會。他明確區分了可見、受到聖統掌控的教會與不可見、奧秘的教會，然而，他極力強調，教會只有一個，即建立在伯鐸（或譯伯多祿、彼得）磐石上的那個。他一再提出這個問題：「若一個人背棄了建立在伯鐸尊座上的教會，他還能自稱屬於教會嗎？」居普良使用強烈的措辭表達了他的理念，例如「教會之外無救恩」；同時，他深刻認識到「若不以教會為母，無法稱天主為父」。教會的一項不可或缺的特徵是其合一性，象徵著基督的無縫之衣；居普良表示，這種合一建立在伯鐸的石上，在感恩祭中得以充分實現。居普良提出忠告：「只有一個天主，只有一個基督，所以只有一個教會，只有一個信仰；基督徒子民藉著和諧的水泥成為堅實合一的實體。合一不可能被分離；本質為一體的不可能被拆散」。

### 合一與主教制
居普良認為教會的合一在主教制，主教的合一就是教會的合一，教會合一，是基督徒與其主教相合的合一。他主張《瑪竇福音》十六章18節以下，基督託付伯多祿的記載，是合一的證據，而關於使徒的地位，則訴諸《若望福音》二十章21節以下。雖然主設立了主教團，但他一開始就把主權委託伯多祿，好從頭就完全樹立教會合一的原則。居普良主張只有一間真正的教會，這教會必須經由主教團鑑定，這可能是為了防止異端建立教會，以及防堵已經在教會內的分裂者，在當時主教已經有相當大的權柄，被視為正統的保障又是基督教信仰的化身，那些與主教意見相左的人，他們就不在教會之內，也就不是基督徒了。這是一件極為嚴重的事情，關乎到得救的問題，凡要作或是基督徒的都必須是與主教合一同心，可以說只要不在當中的基督徒很有可能會被認定是異端或背信者。

### 主教為教會代表
主教對信仰的純正和教會的治理，負有最重要的責任和最高的權威。居普良極重視使徒統緒，他認定主教即是使徒的繼承者。因此不僅強調主教具有的特權和職份應受到必要的尊重外，也認為擁有教導的權柄；他個人的神學立場是：因主教和教會均是透過使徒按手禮而傳承下來的，所以主教和教會理當擁有特權。而「教會是主教所組成的；教會的一切行動都以這些領袖作主。」、「教會在主教裡面、主教在教會裡面」。什麼地方沒有主教就沒有教會，這些都不是新約原來的教訓，教會以外沒有救恩或者應該說主教之外沒有救恩了。除了天主以外，沒有人可以論斷主教，批評主教就等於反叛，背叛主教就是背叛天主。如果有不順從主教的，那就要喪失他們與教會的團契；又因在教會以外沒有救恩，他們就因此也要失去他們的救恩。沒有與主教在主教中沒有合一就失去救恩，在恩典之外。

### 眾主教平等[13]
居普良看見主教之間的平等、平衡也關乎到教會的合一。他認同羅馬的教會實有最高的尊嚴，是眾教會中的第一位，伯多祿宗徒是首先從主接受了權威，但其他使徒也接受同等的權威，所以他尊重羅馬的主教，也同樣尊重其他的主教（包含鄉村的主教），眾教會、主教均是平等的，與羅馬主教有同等的權威。居普良十分堅持所有的主教有同的地位，當羅馬主教和居普良因異端浸禮起爭執時，訓示居普良並按照居普良對羅馬教會的稱呼施行他的應有權力時，居普良更是極力否認任何主教包括羅馬主教有干涉另一主教及主教區的權力。

### 面對分裂的態度
居普良強調，倘若主教背棄信仰或主張分裂，他便認為應當剝奪主教出任聖職及主持聖事的權力；他表示踏出教會範圍的主教，便失去屬靈的恩賜與權柄，因而不能按立聖職；而即使被按立，也要視同無效。背棄信仰的主教所主持的聖事和教會分裂者及異端的受洗也不具有任何效力。剛才有提到主教等同於教會，也認為只有經過使徒統緒合法按立的主教許可外，任何人想要任意以基督徒的身分去生活、敬拜、甚至教導就是在製造分裂，凡是在主教的大框框之外的便是撇棄主，撇棄教會。
在居普良之後的多納徒派和大公教會，便是採用他不同層面的原則而衍生出許多的僵持；而此僵持最後乃是由奧古斯丁解決。雖然居普良沒有建議或贊成教宗制度，但他的領導權與態度卻為建立羅馬主教成為大公教會之首一事，奠定了基礎。

## 神學思想——聖餐觀
居普良認為牧者是祭司（或譯司鐸、神父），將新約、舊約的獻祭連結一起。
居普良認為牧者是祭司，聖體聖事是十架上的獻祭。他將基督教的牧者和舊約的祭司以及基督教的聖體聖事和舊約的獻祭做了一個巧妙的聯合。牧者是以神祭司的身份來領導教會崇拜，並以那個資格來獻祭，就是代表我們大祭司耶穌基督，因此，「當他效法主所行的之後，就成全了基督的職份...」。
居普良對於教會分裂者，強調破壞教會合一，便是褻瀆聖餐，也不在基督的身體裡，亦可說不再是肢體；另一方面針對受迫而背道者，則是強調重新加入教會領受聖體聖事前，必須公開悔改認罪，且要接受主教按手，就不必重新受洗。他特別制定，一位觸犯大罪（姦淫、自殺、拜偶像或背道）的信徒在恢復與教會全面交往並參加聖事之前，要實行嚴厲的苦修。才可以領受聖體聖事，他這項主張日後成為天主教「補贖」的根據。

## 神學思想——救恩論
居普良的救恩論與教會觀有極大的關連，這是因為主教在當中的扮演是非常重要的角色。他是最早清楚明白地主張「受洗重生」教義的教父之一。認為救恩發生於，經過合法按立的主教或其授權的神父，這些主所命定的人，所施行的聖洗聖事，並藉著水施行出來，才能赦免人的罪。他提倡唯一教會救法，把教恩與教會教義連結在一起，也因為他說「背叛主教就是背叛天主。因為救恩發生於合法的主教，或其授權的神職人員藉水洗禮行出來。」這種說法無形是助長了以後教宗專政的論據。
這樣一來，自然教會之外無救恩、無聖事，因他深信教會是基督的身體，是蒙聖神賜生命的，且這樣的生命需透過主教分賜出去，所以他認為教會之外若還有基督的恩典和聖神之說是有問題的，不過這個部分，伯多祿沒有說過；居普良250年說過，”凡不以「教會」為其母的人，必無從以天主為其父”，難怪那些在迫害來臨之時否認信仰的人要那樣急切的得著「教會」的饒恕，因為他們相信，救恩是透過主教而來，在教會之外，不可能獲得救恩。這樣就使得救要靠教會，而非靠基督。既然主教就是教會，教會就不再是由會眾組成的，教會也不再是一個團契；教會已經成為一個救人的機構了。在當代凡是脫離教會體制的信徒，他（她）們是未得著耶穌基督救贖的一群人，也是放棄耶穌基督救贖的一群人。居普良將救恩與教會和主教劃成等號，就對後世造成不小的影響。救恩應是天主透過主耶穌所賜下的禮物，是聖神重生能力所立即發生的效果，卻變成要透過主教去批准，或親自施浸和分派主餐才能得著。在這個時代中，個人的信心是被排除的，也成為不必要的。當人有了這樣的看法，這項唯有基督是得救中保的新約教導變了質，以致人們以為只要順服「教會」，接受聖事便能有這樣的恩典，一般人沒有的信心也能得救了。

## 結論
居普良二十六歲悔改信主，不久後迦太基附近的基督徒呼籲教會把居普良按立為神父，隨後又把他提昇到地區教會的主教。他自西元二四八年起任迦太基主教，至二五八年被羅馬政府公開處決殉道為止。當代和後世都對居普良有褒有貶，他不是最偉大的思想家，但他被譽為最偉大的主教，他的領袖風範和親身帶領教會經過大逼迫、教會的分裂、和當時的異端辯論，在基督教充滿危機的一個重要時期，他出現並且挺身而出，捍衛真理且用生命寫成一篇感人的見證。
教會應該是建立基督磐石之上的，卻因居普良漸漸演變建立在主教之上的，教會的管理，得救的確據是建立在主教，主教是教會的出口，不再是順服基督還要順服主教，反抗主教就等於反抗天主，所有的「救贖行動」包括聖洗聖事、聖體聖事、饒恕與教會復和，以及其他與個人永遠救恩有關的儀式和宣告，都需透過主教。若沒有主教的同意是無效的。這和新約的教導截然不同，基督徒的祭司職分消失，神職體系全然的介入，後世的戰爭、教宗的專政是居普良想不到的，他或許從混亂中建立了秩序，卻也令基督宗教的教會，多了主教這個標竿。